# Denknetz
Das Denknetz ist eine in der Schweiz ansässige sozialkritische Denkfabrik.
Die Kernthemen des Vereins sind Grundfragen der Wirtschafts-, Sozial- und Arbeitspolitik, unter Einbezug vernetzter Themenfelder wie der Bildungs-, Umwelt- oder Migrationspolitik. Care, Genderfragen und globale Aspekte sind Transversalthemen, die in allen Bereichen beachtet werden. Das Denknetz ist gleichermaßen den Grundwerten der Freiheit, der Gleichheit und der Solidarität verpflichtet. Es befürwortet eine Ausweitung der Demokratie auf alle relevanten gesellschaftlichen Prozesse, auch auf die zentralen Entscheide über die Verwendung der ökonomischen Ressourcen.
Gemäss Statut ist der Verein parteipolitisch und konfessionell neutral.
Präsidentin des Denknetz ist Ruth Gurny, ehem. Professorin für Soziologie an der Zürcher Hochschule für angewandte Wissenschaften, geschäftsleitender Sekretär ist Beat Ringger und wissenschaftlicher Redaktor Holger Schatz.
Der Verein organisiert Workshops, Veranstaltungen und Tagungen, erarbeitet Thesen, entwickelt Konzepte und Reformvorschläge, betreibt eine Web-Site, publiziert Diskurse, Working Papers, ein Jahrbuch und Sachbücher.
Die Plattform Lobbywatch weist darauf hin, dass es zwischen dem Schweizer Nationalrat Jean-François Steiert, Mitglied der Sozialdemokratischen Partei der Schweiz, und Denknetz eine direkte Interessenbindung gibt. Der dem linken Flügel der SP Schweiz zugehörige Nationalrat Cédric Wermuth sieht in einer Organisation wie dem Denknetz einen möglichen Verbündeten im Kampf um die seiner Meinung nach dringend nötige Neuorientierung sozialdemokratischer Politik.

## Organisation und Ziele
Das ''Denknetz'' wurde 2004 gegründet mit dem Ziel, Diskursnetze mit sozialkritischer Ausrichtung aufbauen und dabei Personen aus Forschung und Lehre mit Akteuren aus NGO, Gewerkschaften, Parteien und Bewegungen zusammenführen. Das Denknetz ist als „Thinktank von unten“ konzipiert und entsprechend als Verein mit Einzelmitgliedschaft organisiert mit gegenwärtig (2023) rund 1500 Mitgliedern, vorwiegend aus der deutschsprachigen Schweiz.
Der Vorstand wird an der jährlichen Mitgliederversammlung gewählt. Er nominiert eine Kerngruppe, die für die inhaltliche Gesamtsicht und Koordination zuständig ist. Zu einzelnen Themen arbeiten Arbeits- und Fachgruppen. Fachgruppen sind über längere Zeiträume tätig, zurzeit (2019) zu folgenden Themen: Politische Ökonomie, Bildungspolitik, Prekariat, Steuerpolitik, Otro Mundo, Sozialpolitik-Arbeit-Care Ökonomie sowie Langzeitpflege und -betreuung. Die Themen Migrationspolitik und Nachhaltigkeit werden von der Kerngruppe betreut. Gegenwärtig sind rund 80 Personen in den verschiedenen Gremien und Gruppen des Denknetz aktiv. 2024 feierte das Denknetz sein 20-jähriges Bestehen. Organisiert vom Debattenforum Denknetz, kreiste die Reclaim-Democracy-Tagung am 13./14. September 2024 im Volkshaus in Zürich um das Konzept des Gemeinwohls durch eine Politik von unten. Die offiziellen Geburtstagsgrüsse überbrachten Balthasar Glättli und Jaqueline Badran, wobei einmal hervorgehoben wurde, dass das Denknetz eine parteiübergreifende Ausrichtung habe.

## Kritik
Seitens der Konkurrenzorganisation Avenir Suisse wird die Vereinigung nicht als neutral, sondern
als der Gewerkschaft nahestehend eingestuft.
Von bürgerlicher Seite wird der Vereinigung vorgeworfen, generell zu staatsgläubig zu sein und gerade im Fall einer Pandemie wie 2020 mit Corona die bevorstehenden wirtschaftlichen Folgen nicht ernst genug zu nehmen.
Aber auch seitens der Linken, die das Denknetz und seine sozialkritische Ausrichtung prinzipiell begrüsst, wurden schon Einwände vorgebracht. Dabei wurde z. B. anlässlich des im Februar 2017 in Basel unter dem Titel ‚Reclaim Democracy‘ durchgeführten Kongresses beanstandet, dass der Forderung nach einer Ausweitung der Demokratie, u. a. auf die Wirtschaft, ein zu simples Demokratieverständnis zugrunde liege. Das Denknetz tendiere dazu, Demokratie "als ein Regal aus dem IKEA-Baumarkt" zu verstehen, "das sich nach schwedischem Vorbild überall zusammenbauen lässt, wo es Wohnzimmer gibt." Überhaupt sehne man sich seitens der Organisation Denknetz "zu wohlwollend nach einem skandinavischen Modell"; dies manifestiere sich etwa in den 18 Thesen, die am Kongress von 2017 vorgestellt worden seien.

## Veröffentlichungen
Kollektive Diskussionsprozesse in der Kerngruppe oder den Fachgruppen finden Niederschlag in Thesenpapieren und Working Papers. Zu wichtigen Fragen erscheinen zudem Diskussionspapiere einzelner Denknetzmitglieder.
Diskurs erscheint halbjährlich und gibt einen knappen Überblick über Forschung, Diskurse, Publikationen und Grundsatzdebatten zu einem Schwerpunktthema
Jährlich im Oktober erscheint das Denknetz-Jahrbuch mit jeweils rund 20 Beiträgen zu einem Schwerpunktthema sowie zur Vereinsarbeit und weiteren aktuellen Fragen. Jedes Jahrbuch enthält zudem einen Bericht zur Entwicklung der (Un-)Gleichheit in der Schweiz.
Der Verein betreibt eine Website mit gegenwärtig rund 500 Originalbeiträgen.
Bislang sind folgende thematischen Einzeltitel erschienen:
- Ruth Gurny, Beat Ringger. Die Grosse Reform. Die Schaffung einer Allgemeinen Erwerbsversicherung AEV. Edition 8, Zürich 2009, ISBN 978-3-85990-140-7.
- Hans Baumann, Beat Ringger (Hrsg.): Richtig Steuern. Wie mit Steuern jährlich 25 Milliarden Franken zugunsten der Bevölkerung rückverteilt werden können. Edition 8, Zürich 2011, ISBN 978-3-85990-169-8.
- JUSO, Denknetz (Hrsg.): Lohnverteilung und 1:12-Initiative. Gerechtigkeit und Demokratie auf dem Prüfstand. Edition 8, Zürich 2013, ISBN 978-3-85990-180-3.
- Ruth Gurny, Ueli Tecklenburg (Hrsg.): Arbeit ohne Knechtschaft. Bestandesaufnahmen und Forderungen rund um das Thema Arbeit. Edition 8, Zürich 2013, ISBN 978-3-85990-189-6.
- Denknetz (Hrsg.): Die überflüssige Schweiz. Edition 8, Zürich 2014, ISBN 978-3-85990-246-6.